# Paradela (Lugo)
Paradela egy község Spanyolországban, Lugo tartományban. Paradela Portomarín, Sarria, O Incio, Bóveda, O Saviñao, Taboada és O Páramo községekkel határos. Lakosainak száma 1591 fő (2024).

## Népesség
A település népessége az elmúlt években az alábbi módon változott:
| Lakosok száma | 2603 | 2408 | 2240 | 2143 | 2038 | 1967 | 1851 | 1779 | 1683 | 1591 |
|               | 2001 | 2004 | 2007 | 2009 | 2012 | 2014 | 2017 | 2019 | 2022 | 2024 |